# Автокрация
Самодържавие, самовластие, автокрация (на гръцки: αὐτός, „сам“ + на гръцки: κρατέω, „управлявам, властвам“) е форма на държавно управление, при която държавният глава притежава еднолично цялата власт – изпълнителна, законодателна и съдебна. 
При монархическа форма на управление, монархът може да се отъждестви със самодържец (самовластец), той държи всеки и всичко – от там и думата държава и самодържател или самодържавец. 
При републиканска форма на управление, автократът е диктаторът, който има де юре или де факто пълната държавна власт.
Властта може да осъществява съвместно с аристокрацията или дадена политическа партия, т. е. тя може да се делегира по благоволението на всевластващия, като по всяко време, той може да си я върна обратно – всичко зависи изцяло върховно от самия него. 
Във Византийската империя, някои владетели са се наричали автократори или в превод самодръжци или самодържатели.
От Византия, терминът е взаимстват в България и е известно ползването му в Първото и Второто българско царство от няколко царе.

В Първото българско царство, неговият последен владетел – Йоан Владислав (1015 – 1018 г.) – се нарича самодържец. Върху т. нар. Битолски надпис от XI век се пише на старобългарски език:
| „ | През лето 6523 [1015] от сътворението на света обнови се тази крепост, зидана и правена от Йоан, самодържец български, с помощта и с молитвите на пресветата Владичица, наша Богородица, и чрез застъпничеството на дванадесетте върховни апостоли. Тази крепост бе направена за убежище и за спасение, и за живота на българите. Започната бе крепостта Битоля през месец октомври, в 20-и ден, и се завърши в месец (…) в края. Този самодържец беше българин по род, внук на Никола и на Рипсимия благоверните, син на Арон, който е брат на Самуил, царя самодържавен, и които двамата разбиха в Щипон гръцката войска на цар Василий, където бе взето злато (…), а този (…) цар разбит биде от цар Василий в годината 6522 [1014] от сътворението на света в Ключ и почина в края на лятото. | “ |

- Битолският надпис на цар Йоан Владислав

През Второто българско царство, цар Иван Асен II се титулова Цар и самодържец на българите, видно на надпис върху Асеновата колона в църквата „Свети Четиридесет мъченици“ във Велико Търново, посветен на голямата победа на българите от 1230 г. при Клокотница:
| „ | „В лето 6738 (1230) индикт III, аз Иван Асен в Христа бога верен цар и самодържец на българите, син на стария Асен, издигнах из основи и с живопис украсих докрай пречистата тази църква в името на светите четиридесет мъченици, с по-мощта на които в дванадесетата година от царуването си, в която година се изписваше този храм, излязох на бран в Романия и разбих гръцката войска, а самият кир Теодор Комнин взех в плен с всичките му боляри. И цялата му земя от Одрин до Драч, превзех, гръцка, още арбанашка и сръбска, а пък градовете, които се намираха около Цариград и самия този град владееха фръзите, но и те се покоряваха под ръката на моето царство, понеже нямаха друг цар освен мене и благодарение на мене прекарваха дните си, като бог заповяда, понеже без него нито дело, нито слово се извършва. Нему слава навеки. Амин.“ | “ |

Самодържец се нарича и цар Иван-Александър (1301-1371 г.) в среднобългарски илюстрован ръкопис на евангелие, преписан в годините 1355–1356 г. за него. Царските портрети в началото на четвероевангелието са съпроводени от следните надписи: „Йоан Александър, в Христа Бога верен Цар и Самодръжец всем блъгаром и гръком“; „Теодора, в Христа Бога верная и новопросвещенная Царица и Самодръжица всем блъгаром и гръком“.
- Надпис върху Асеновата колона в църквата „Свети Четиридесет мъченици“ във Велико Търново

Доста по-късно, едва през Новото време, титлата самодържец започва да се използва и в Руското царство и по-късната Руска империя.
Според някои източници, първият руски цар, който прибавил титлата самодържец към царската титла, е Михаил Фьодорович през 1625 г., докато други историци се съмняват в това.
В периода 1654-1655 г. при цар Алексей Михайлович неговата титла е допълнена с нова формулировка „...суверен, цар и велик княз на цялата Велика и Малка и Бяла Русия самодержец“ в резултат на войната с Полско-литовската държава и завладяването на редица нови територии.
Към края на монархическото управление в Русия (1917 г.) пълната титла на всеруските императори, съгласно член 59 от Кодекса на законите на Руската империя, е формулирана по следния начин:
| „ | По Божията покровителствена милост, Ние, NN, Император и Самодържец Всеруски, Московски, Киевски, Владимирски, Новгородски, Цар Казански, Цар Астрахански, Цар Полски, Цар Сибирски, Цар Херсонски-Таврически, Цар Грузински; Господар Псковски и Велики княз Смоленски, Литовски, Волински, Подолски и Финландски; Княз Естландски, Лифландски, Курландски и Семигалски, Самогитски, Белистокски, Карелски, Тверски, Югорски, Пермски, Вятски, Български и на други; Господар и Велик Княз Новгородски на ниските земи, Черниговски, Рязански, Полотски, Ростовски, Ярославски, Белозерски, Удорски, Обдорски, Кондийски, Витебски, Мстиславски и на всички северянски страни Повелител и Господар на Иверските, Карталинските и Кабардинските земи и области Арменски; Черкески и Планински княз и на други наследствен Господар и Обладател; Господар Туркестански; Наследник Норвежки, Херцог Шлезвиг-Холщайнски, Стормарнски, Дитмарсенски и Олденбургски и прочее, и прочее, и прочее. | “ |

- Титиловане на руския император Александър II Освободител
- Голямото титуловане на руския император Павел I (в Манифеста от 1800 г.).

Днес терминът се използва като синоним на деспот, тиран и/или диктатор, въпреки че всяка една от тези думи първоначално е имала отделно и различно значение.